# Anneliese Sälzler
Anneliese Sälzler (geb. Weiß * 15. Mai 1927 in Berlin; † 7. April 2017) war eine deutsche Sozialhygienikerin. Sie war von 1971 bis 1990 Abgeordnete der  Volkskammer der  DDR.

## Leben
Anneliese Sälzler, Tochter eines Buchdruckers und der Politikerin Frieda Weiß, besuchte die Mittelschule und beendete eine kaufmännische Lehre als Industriekauffrau. Sie wurde 1945 Mitglied der Kommunistischen Partei Deutschlands (KPD) und 1946 der Sozialistischen Einheitspartei Deutschlands (SED). Von 1947 bis 1948 besuchte sie eine Arbeiter-und-Bauern-Fakultät (ABF) und erwarb das Abitur. Von 1948 bis 1955 studierte sie Medizin an der Humboldt-Universität zu Berlin und arbeitete anschließend als Assistentin am Krankenhaus Berlin-Friedrichshain. 1950 wurde sie Mitglied der Freien Deutschen Jugend (FDJ). Von 1956 bis 1961 betätigte sie sich als Stadtbezirksverordnete und Stadtbezirksrätin in Berlin-Friedrichshain.
Sie wurde 1957 zur Dr. med. promoviert und war von 1957 bis 1964 als Ärztin und Oberärztin am Institut für Sozialhygiene der Humboldt-Universität beschäftigt. Nebenbei arbeitete sie aufgrund des großen Ärztemangels als Betriebsärztin bei Bergmann-Borsig und betreute dort auch Kindergärten medizinisch. 1964 habilitierte sie sich und wurde im gleichen Jahr in Magdeburg zur Professorin berufen. Sie war dann von 1964 bis 1973 Professorin für Sozialhygiene und Direktorin des Institutes für Sozialhygiene an der Medizinischen Akademie Magdeburg. Von 1967 bis 1974 gehörte sie der SED-Stadtleitung Magdeburg als Mitglied an. Von 1968 bis 1971 war sie Vorsitzende des Gesellschaftlichen Rates und von 1971 bis 1974 Erster Prorektor der Medizinischen Akademie Magdeburg. Von 1973 bis 1982 wirkte sie als Direktorin des Instituts für Hygiene des Kindes- und Jugendalters (IHKJ) in Berlin. Im Jahr 1971 wurde sie Mitglied des Kulturbundes der DDR (KB) und im Oktober 1972 Mitglied des Präsidiums des KB. Von 1971 bis 1990 vertrat sie den KB in der Volkskammer. Sie war von 1971 bis 1981 Mitglied des Ausschusses für Gesundheitswesen und von 1981 bis 1990 des Ausschusses für Auswärtige Angelegenheiten. Sälzler wurde 1974 Vizepräsidentin des UNICEF-Nationalkomitees der DDR und war ab 1982 Leiterin des Lehrstuhls Kinder- und Jugendgesundheitsschutz der Humboldt-Universität, Bereich Medizin (Charité).

## Auszeichnungen
- Viermal Medaille für ausgezeichnete Leistungen
- Verdienstmedaille der DDR
- Ehrentitel Verdienter Arzt des Volkes
- Titel Obermedizinalrat
- Vaterländischer Verdienstorden in Bronze und 1977 in Silber

## Schriften
- Ursachen und Erscheinungsformen der Akzeleration unter besonderer Berücksichtigung der Kinder in den ersten Lebensjahren. Habilitationsschrift Medizinische Fakultät, Berlin 1964.